# Geotektonisches Institut
Das Geotektonische Institut wurde 1946 als Akademieinstitut der DDR auf Vorschlag des Geologieprofessors Hans Stille (Universität Berlin) gegründet. Es wurde organisatorisch der  Deutschen Akademie der Wissenschaften zu Berlin zugeordnet und bündelte – gemäß einer Denkschrift vom 19. Juli 1946 – die Forschungen zur Geotektonik und die Feldarbeiten zur tektonischen Geologie. Stille hatte schon 1938 ein Forschungsinstitut an der Kaiser-Wilhelm-Gesellschaft unter Leitung von Franz Lotze angeregt, was aber wegen des Kriegsausbruchs scheiterte.
Als selbständige Forschungseinheit bestand das Institut 23 Jahre und ab 1969 als Bereich Geotektonik im Zentralinstitut für Physik der Erde (ZIPE). Mit der Umgestaltung zum Bereich Geologie wurde es um 1980 erheblich erweitert und weitere Abteilungen in Potsdam und Jena eingerichtet.
Nach der deutschen Wiedervereinigung kam das Institut Anfang 1992 unter die Trägerschaft des GeoForschungsZentrum Potsdam.

## Institutsleiter 1946–1991
Die Direktoren des Instituts waren:
- 1946–1950 Hans Stille
- 1950–1957 Serge von Bubnoff
- 1957–1961 Werner Schwan
- 1965–1969 Karl-Bernhard Jubitz (ab 1986 als Teil des ZIPE)
- 1987–1991 Peter Bankwitz
- ab 1992 Bereich Geologie am GeoForschungsZentrum Potsdam.

## Arbeitsgebiete bis 1957
Zunächst war der Raum für unabhängige Projekte eingegrenzt und die Arbeit als Auftragsforschung in die Aufgabenstellungen der Volkswirtschaft der DDR eingebunden. Auftraggeber waren u. a. die Staatliche Geologische Kommission, Betriebe der geologischen Erkundung, das Kombinat Erdöl-Erdgas und das Kombinat Kali sowie die Zementindustrie. Bald kamen jedoch Kooperationen mit den Hochschulen in Berlin, Leipzig und Greifswald hinzu.
Wissenschaftliche Mitarbeiter waren zunächst nur R. Schörenberg und A. Schreiber (bis 1949) und W. Schwan, obwohl der Etat zwölf Geologen vorsah. Mit beginnender Unterstützung von Doktoranden der Berliner Humboldt-Universität kamen jedoch Forschungsaufträge an F. Lotze (Überschiebungen am Teutoburger Wald), Walter Schriel (Unterharz) und Walter Robert Gross (Paläogeografie des Devons in Nordeuropa). 1949 protestierte Hans Stille gegen politische Vorbehalte, einen prominenten westdeutschen Wissenschaftler einzustellen und schlug in der Folge die Auflösung des Instituts vor. Man einigte sich jedoch auf die Bildung eines Akademie-Konsortiums: neben Stille sein Nachfolger v. Bubnoff sowie W. Gothan, P. Ramdohr und W. Gross.
Bubnoff konnte nun sechs weitere Wissenschaftler einstellen und die geologische Feldarbeit intensivieren. Neue Arbeitsbereiche wurden die saxonische Tektonik und die Gefügeforschung im Kristallin. Jene in jungen (alpidischen) Faltengebirgen (Spanien) musste zwar zurückstehen, doch wurden Feldarbeiten in den Ostalpen, in Thüringen (Oberdevon-Magmatismus und Rotliegendes) und in Bulgarien durchgeführt (publiziert 1952 bis 1957 in zwölf Heften der Abhandlungen zur Geotektonik).
1956/57 gehörten dem Institut u. a. P. Bankwitz, S. Chrobok, K. B. Jubitz, G. Möbus, W. Neumann, E. Schröder, W. Schwan und H. J. Teschke an.

## Entwicklung 1958–1967
Ende 1957, nach dem plötzlichen Tod Bubnoffs, beschloss die Akademie die Erweiterung zu einem Geologischen Institut, führte dies aber nicht durch. Neben dem Akademiemitglied Fritz Deubel wurde der Institutsgründer Hans Stille (obwohl 81-jährig und inzwischen in Hannover wohnhaft) als Berater gewonnen, was er bis 1964 blieb. Der neue Geschäftsführer Werner Schwan aus Westberlin konnte den Betrieb ausbauen, trat aber 1961 nach dem Bau der Berliner Mauer zurück. Anstelle von Adolf Watznauer, der zur Bergakademie Freiberg wechselte, wurde Karl-Bernhard Jubitz Leiter des Instituts (Direktor ab 1965).
Jubitz konnte nach der Konsolidierung der DDR das Institut auf etwa 20 Fachkräfte erweitern: Hinzu kamen die Wissenschaftler R. Benek, R. Meier, H. J. Paech, G. Schwab und F. Wendland und mehrere technische Mitarbeiter. Auch einige geologische Facharbeiter wurden ausgebildet und angestellt. Ferner wurde Anfang 1966 die von Deubel geleitete praktische Geologie in Jena dem Geotektonischen Institut angegliedert, zusammen mit den Geologen E. Grumbt, J. Ellenberg, E. Falk und H. Lützner. Im Zuge der Hochschulreform 1967 wurden geowissenschaftlichen Arbeitsgruppen an der Bergakademie Freiberg und der Humboldt-Universität Berlin eingeleitet. Die Übersiedlung von Paläobotanik und Kohlenkunde an letztere kam jedoch nicht zustande, was dem GI – und später dem ZIPE – zugutekam, aber zur Einstellung des Studiums Geologie an der Humboldt-Universität führte.
Die Feldarbeiten und Forschungen dieser Dekade behandelten vor allem folgende Bereiche: Systematik der Klüfte, rezente Erdkrustenbewegungen in der DDR, Plutone und Faltungen im Harz (Mittelgebirge), sedimentäre Stratigrafie, postvariszische Faltung im bulgarischen Balkan, kristallines Grundgebirge bei Ruhla-Brotterode, Schiefergebirge in Ostthüringen, und Teschkes russisch-deutsches Wörterbuch der Geowissenschaften.

## Kurzgefasste Entwicklung 1967–1986
- 1967 große Sibirien-Exkursion (Leitung A.L. Janschin, russ.Akademie)
- 1967 Erdöl-Erdgas-Prognose
- 1969 Eingliederung ins Zentralinstitut für Physik der Erde (ZIPE, Potsdam) als Bereich III – Geotektonik
- ab 1969 neue Mitarbeiter in Potsdam-Telegrafenberg
- 1975 nun 22 Wissenschaftler bei insgesamt 41 Mitarbeitern (20 Berlin, 11 Jena, 10Potsdam)
- 1978 Eingliederung der Geotektonik in den Bereich III – Geologie des ZIPE und starker Themenausbau
- 1987 Bereichsleiter Peter Bankwitz, 1988 seine Wahl zum Akademiemitglied
- 1989 etwa 100 Mitarbeiter
- 1991/92 Auflösung, Übergang ins GeoForschungsZentrum GFZ Potsdam.